# Syneora hemeropa
Syneora hemeropa là một loài bướm đêm trong họ Geometridae.

## Hình ảnh

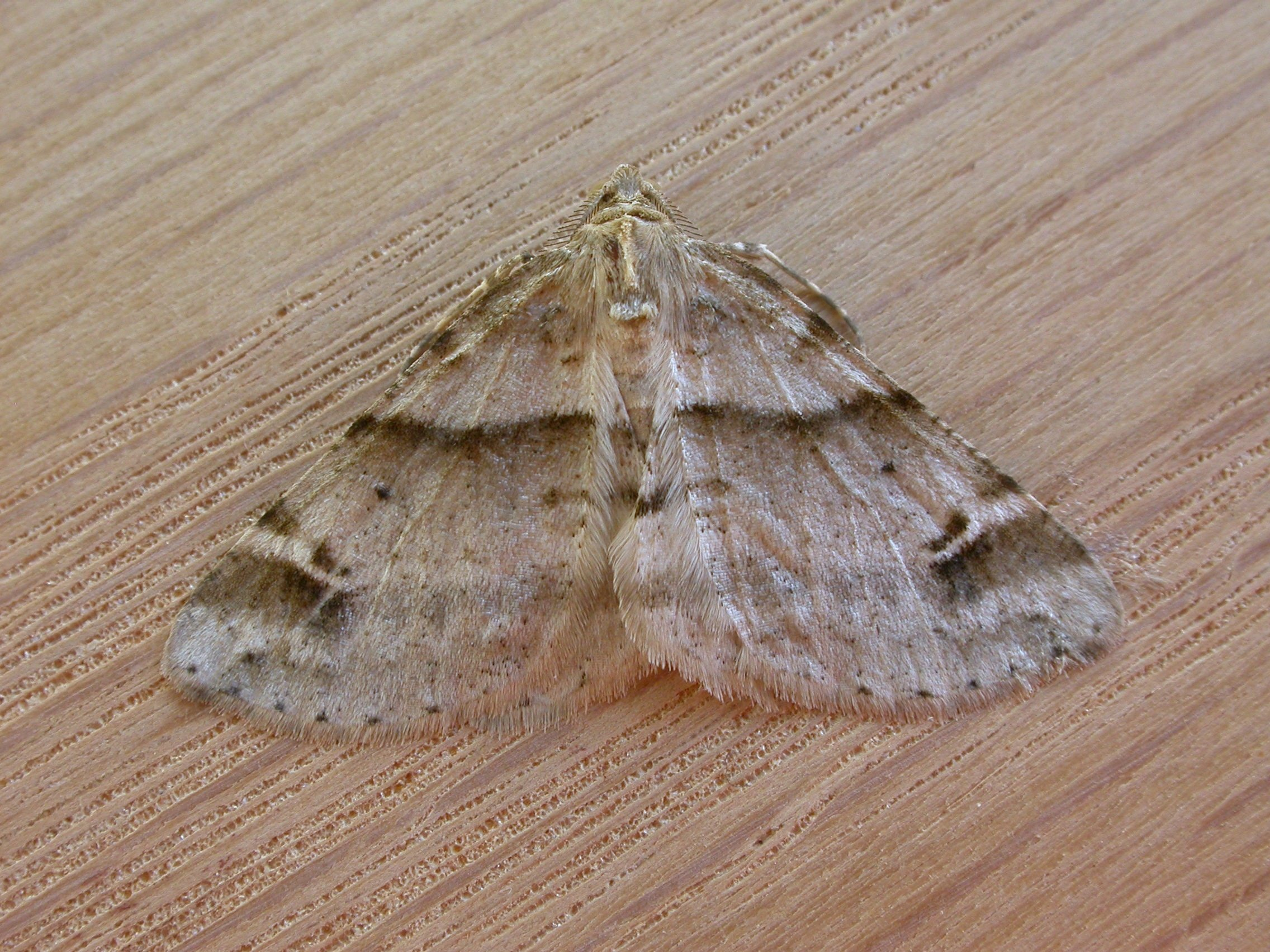